# Paracentrobia magniclavata
Paracentrobia magniclavata is een vliesvleugelig insect uit de familie Trichogrammatidae. De wetenschappelijke naam is voor het eerst geldig gepubliceerd in 1985 door Yousuf & Shafee.